# Oluyinka Olutoye
Oluyinka Olurotimi Olutoye, né le 15 janvier 1967 à Lagos au Nigeria, est un chirurgien pédiatrique et fœtal nigérian-américain. Il est internationalement reconnu pour ses interventions chirurgicales in utero et ses travaux de recherche sur la chirurgie pédiatrique. En 2019, il occupe le poste de Surgeon-in-Chief (chirurgien en chef) à l’Nationwide Children's Hospital (en), à l’Ohio au États-Unis.

## Biographie

### Jeunesse et formation
Oluyinka Olurotimi Olutoye, né le 15 janvier 1967 à Lagos au Nigéria, est un chirurgien pédiatrique et fœtal d’origine nigériane, établi aux États‑Unis, reconnu pour ses interventions chirurgicales prénatales complexes. 
Il est actuellement chirurgien en chef au Nationwide Children’s Hospital (Columbus, Ohio) et professeur en chirurgie pédiatrique à l’Université d’État de l’Ohio,
Il est titulaire d'un diplôme de médecine (MBChB) à l’Université Obafemi Awolowo en 1988.
Il obtient un doctorat (PhD) en anatomie à la Virginia Commonwealth University (1996), qu'il poursuit d’une résidence en chirurgie générale au Medical College of Virginia (1998) et de deux fellowships en chirurgie pédiatrique et fœtale au Children’s Hospital of Philadelphia (en) à Philadelphie au Nord-Est des États-Unis de 1999‑2001.

### Carrière
OOluyinka Olutoye se spécialise dans la chirurgie fœtale et pédiatrique, traitant des malformations graves comme la hernie diaphragmatique ou la spina bifida. 
En 2016, il opère avec succès un fœtus porteur d’une tumeur, retiré temporairement de l’utérus puis replacé jusqu’à la naissance. En 2019, il devient chirurgien en chef du Nationwide Children’s Hospital et professeur à l’Université d’État de l’Ohio.

## Distinctions
- Prix Denton A. Cooley de l’innovation chirurgicale (2012)
- Catalyst Leader of the Year (2014)
- Sunshine Award pour services rendus à la médecine (2021)
- Ordre nigérian du mérite (NNOM), la plus haute distinction scientifique du Nigeria (2022)

## Biographie
- Anesthesia for maternal-fetal surgery: concepts and clinical practice, Cambridge University Press, 2021 (ISBN 978-1-108-29789-9)
- Anesthesia for maternal-fetal surgery: concepts and clinical practice, Cambridge University Press, coll. « Cambridge medicine », 2022 (ISBN 978-1-108-29789-9, 978-1-108-41943-7 et 978-1-009-08890-9)
- K HUANG, « Reply », American Journal of Obstetrics and Gynecology, vol. 190, no 5,‎ mai 2004, p. 1489 (ISSN 0002-9378, DOI 10.1016/s0002-9378(04)00069-9, lire en ligne, consulté le 14 août 2025)

## Voire aussi